# Tanacetipathes wirtzi
Tanacetipathes wirtzi är en korallart som beskrevs av Opresko 200. Tanacetipathes wirtzi ingår i släktet Tanacetipathes och familjen Myriopathidae. Inga underarter finns listade i Catalogue of Life.